# 深夜急行E883
深夜急行E883（しんやきゅうこうE883）は、2024年6月1日から毎週土曜日の23:00 - 24:00にFM DAMONOで放送されているラジオ番組である。

## 概要
- ラジオパーソナリティー「ぎしお[2]」を中心に、レギュラーメンバーである「藤本憲[3]」「りりか」が鉄道に関する様々な話題を取り扱う鉄道番組である。